# 比爾波特爾克羅辛 (愛達荷州)
比爾波特爾克羅辛（英語：Beer Bottle Crossing）是位於美國愛達荷州亞當斯縣的一個非建制地區。該地的面積和人口皆未知。

## 地理
比爾波特爾克羅辛的座標為44°36′31″N 116°13′51″W / 44.60861°N 116.23083°W，而該地的平均海拔高度為1889米（即6197英尺）。